# Halesworth
Halesworth is een civil parish in het bestuurlijke gebied Waveney, in het Engelse graafschap Suffolk met 4.637 inwoners.

## Geboren
- Joseph Dalton Hooker (1817-1911), botanicus